# 青河县
青河县是新疆维吾尔自治区阿勒泰地区下辖的一个县。人口約6.5万人，县人民政府驻青河镇。

## 歷史
青河县早在八九千年以前就有人类从事狩猎和渔猎活动。先秦时这一带就有频繁的黄金贸易活动。秦汉时期，青河属匈奴。三国时期，属鲜卑。北周和隋唐时期，青河属西突厥领地之一部分。唐置北庭都护府，分管天山以北诸游牧民族，青河隶属北庭都护府管辖。清朝初年，青河属准噶尔。後準噶爾為清所滅，地入于清。光绪三十年，青河归阿尔泰办事大臣管辖。
- 民国元年（1912年），阿尔泰办事大臣改为阿尔泰办事长官，青河隶属未变。
- 民国八年（1919年）阿尔泰特别区改为阿山道，设道尹，划归新疆省管辖。
- 民国三十年（1941年），青格里河设治局升格为青河县。
- 民国三十六年（1947年），新疆省当局控制的布尔根设治局剩余地区并入青河县。

## 人口
2020年末，根据第七次人口普查数据显示：青河县常住人口为61680人。

## 地理
青河县地势北高南低向西倾斜，依次分为高山、中山、低山、丘陵、戈壁、沙漠等地带。境内平均海拔1300米，县城海拔高度1218米，境内最高点海拔3659米，最低处900米。主要河流有大、小青河、青格里河、查干郭勒河、布尔根河，5河汇合称为乌伦古河。
青河县属大陆性北温带干旱气候，高山高寒，四季变化不明显，空气干燥，冬季漫长而寒冷，风势较大，夏季凉爽，年降雨量小，蒸发量大。极端最低气温为-53℃，最高达36.5℃，年平均气温0℃，冬季平均气温-20℃；年均降水量165毫米，蒸发量达1495毫米；无霜期平均为103天，一年中大于等于0℃的持续天数仅有195天。

## 行政区划
青河县下辖5个镇、3个乡：
青河镇、塔克什肯镇、阿热勒托别镇、阿格达拉镇、阿热勒镇、萨尔托海乡、查干郭勒乡和阿尕什敖包乡。

## 交通
- 331国道过境。

## 特產
- 哲罗鲑：属鲱形目鲑科鱼类，国家二级保护动物。在新疆境内只分布于额尔齐斯河流域。
- 阿勒泰大尾羊：阿勒泰大尾羊是中国优良羊种，主要生活在新疆阿尔泰山地地带。
- 阿魏蘑菇：是一种开胃健脾、治疗关节炎及风湿病的草药。